# Сов, Саиду
Саиду́ Сов (фр. Saïdou Sow; родился 4 июля 2002) — гвинейский футболист, защитник клуба «Страсбур» и сборной Гвинеи.

## Клубная карьера
Саиду начал футбольную карьеру в молодёжной команде «Нёйи-сюр-Марн», откуда в 2016 году перешёл в академию «Сент-Этьена». 30 сентября 2020 года подписал свой первый профессиональный контракт. 3 октября 2020 года дебютировал в основном составе «Сент-Этьена» в матче французской Лиги 1 против «Ланса», заменив Максанса Ривера на 16-й минуте игры.

## Карьера в сборной
10 октября 2020 года дебютировал за сборную Гвинеи в товарищеском матче против сборной Кабо-Верде.